# 플라즈맵
플라즈맵(Plasmapp)은 바이오 플라즈마 기술을 활용한 멸균 및 재활성화 디바이스, 소모품을 판매하는 대한민국의 기업이다.

## 역사
2014년 8월 KAIST 물리학과 실험실에서 창업하였다.  
 2017년 국내 식약처 품목허가 및 국내 판매 개시하였다  
  
2023년 드림텍을 대상으로 30억 규모의 제3자배정증자 방식 유상증자를 실시하였다  

## 참고문헌
1. ↑  “플라즈맵 "드림텍 및 L&C바이오 50억원 투자 유치...협업관계 구축"”. 《뉴스핌》. 2023년 12월 22일. 2025년 3월 10일에 확인함.
2. ↑  “플라즈맵, 엘앤씨바이오·드림텍서 50억원 투자 유치”. 《한국경제》. 2023년 12월 21일. 2025년 3월 10일에 확인함.
3. ↑  “키움증권 IPO 기업 코멘트 기업브리프 플라즈맵” (PDF). 《키움증권》. 2022년 10월 5일. 2025년 3월 10일에 확인함.
4. ↑  “임유봉, 연구실 기업체 탐방 멸균기 시장의 Game Changer를 꿈꾸다.” (PDF). 《진공이야기》. 2020년 9월. 2025년 3월 10일에 확인함.
5. ↑  “유진투자증권 IPO 예정 의료기기 산업 분석보고서” (PDF). 《유진투자증권》. 2022년 10월 21일. 2025년 3월 10일에 확인함.
6. ↑  “플라즈맵, 약 30억원 규모 유상증자 결정”. 《이데일리》. 2023년 12월 21일. 2025년 3월 10일에 확인함.
7. ↑  “IPO (신규상장) 예정기업 플라즈맵 기업분석” (PDF). 《대신증권》. 2022년 10월 6일. 2025년 3월 10일에 확인함.
8. ↑  “한국IR협의회 플라즈맵 기술분석보고서” (PDF). 《한국IR협의회》. 2023년 9월 12일. 2025년 3월 10일에 확인함.